# جین چالوپین
جین چالوپین (انگلیسی: Jean Chalopin؛ زادهٔ ۳۱ مهٔ ۱۹۵۰) کارآفرین، فیلم‌نامه‌نویس، کارگردان فیلم، و تهیه‌کننده فیلم اهل فرانسه است، که در سال ۱۹۷۱ شرکت دیک اینترتینمنت را تأسیس کرد. وی از سال ۱۹۷۱ میلادی تاکنون مشغول فعالیت بوده‌است.